# SyNAPSE

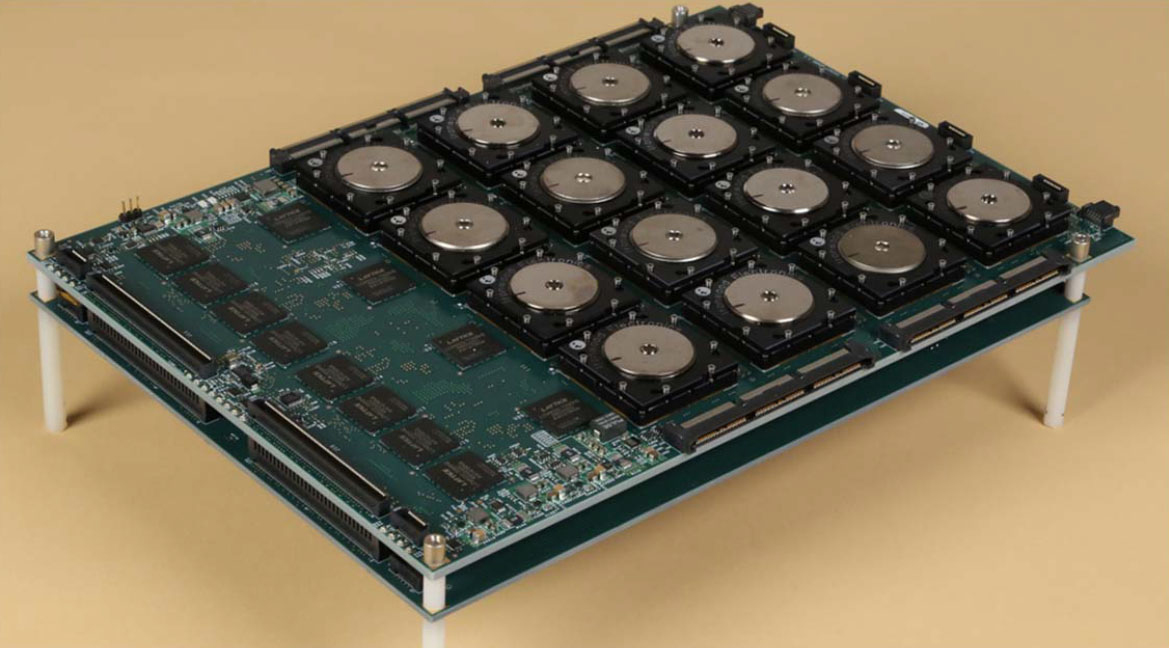
Отладочная плата с 16 нейроморфическими процессорами IBM TrueNorth, каждый из которых содержит более 5 млрд транзисторов и имитирует работу до 1 млн модельных «нейронов» и до 250 млн связей между ними («синапсов»).

SyNAPSE (от англ. Systems of Neuromorphic Adaptive Plastic Scalable Electronics, бэкроним для синапс) — программа DARPA по финансированию разработок нейроморфических технологий, процессоров и систем, потенциально масштабирующихся до уровня, сопоставимого с размером мозга зверей, таких как «мышь» или «кошка». Программа начата в 2008 году и продлится как минимум до 2016 года. За первые пять лет программы исследователи получили финансирование в размере более 106 млн долларов. Основные исполнители проекта: IBM (IBM Research) и HRL Laboratories, соисполнителями которых стало несколько североамериканских университетов.

## Участники
Имеется следующая открытая информация об участниках в программе DARPA SyNAPSE:
Команда IBM:
- Стэнфордский университет: Brian A. Wandell, H.-S. Philip Wong
- Корнеллский университет: Rajit Manohar
- Columbia University Medical Center: Stefano Fusi
- Висконсинский университет в Мадисоне: Giulio Tononi
- University of California, Merced: Christopher Kello
- IBM Research: Rajagopal Ananthanarayanan, Leland Chang, Daniel Friedman, Christoph Hagleitner, Bulent Kurdi, Chung Lam, Paul Maglio, Dharmendra Modha[англ.], Stuart Parkin, Bipin Rajendran, Raghavendra Singh

Команда HRL:
- HRL Laboratories: Narayan Srinivasa, Jose Cruz-Albrecht, Dana Wheeler, Tahir Hussain, Sri Satyanarayana, Tim Derosier, Youngkwan Cho, Corey Thibeault, Michael O' Brien, Michael Yung, Karl Dockendorf, Vincent DeSapio, Qin Jiang, Suhas Chelian
- Бостонский университет: Stephen Grossberg, Gail Carpenter, Yongqiang Cao, Praveen Pilly
- Neurosciences Institute: Gerald Edelman, Einar Gall, Jason Fleischer
- Мичиганский университет: Wei Lu
- Калифорнийский университет в Ирвайне: Jeff Krichmar
- Университет Джорджа Мейсона: Giorgio Ascoli, Alexei Samsonovich
- Университет штата Орегон в Портленде: Christof Teuscher
- Stanford University: Mark Schnitzer
- Set Corporation: Chris Long